# Sfinks (Filmstudio)

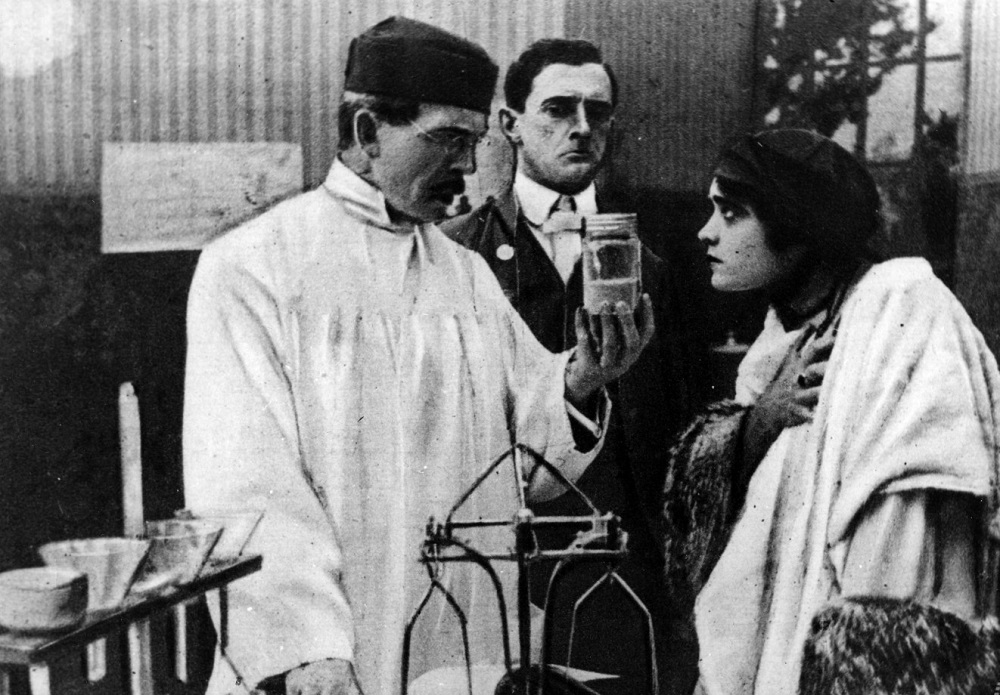
Szene aus dem Film Arabella, 1917, mit Pola Negri

Sfinks war ein Filmstudio in Warschau von 1909 bis 1939. Es war eine der ersten Filmgesellschaften in Polen und bestand als einzige durchgehend in der Zwischenkriegszeit.

## Geschichte
1909 gründete Aleksander Hertz mit weiteren die Gesellschaft Sfinks in Warschau, zunächst als eine Filiale der französisch-russischen Filmgesellschaft Pathé frères (Bratja Pate). Diese eröffnete ein Kino in der ul. Marzałkowska 116 ein Kino, direkt neben dem von Mordka Towbin (später Siła-film).
Seit 1911 produzierte das Studio Sfinks Spielfilme.
Nach der Eroberung Warschaus durch deutsche Truppen 1915 stand die Produktion unter deutscher Zensur, es wurden nun dort auch deutsche Propagandafilme hergestellt. In Berlin wurde die Sphinx Film AG gegründet, die einige der Spielfilme in Deutschland vertrieb. 1915 kamen Henryk Finkelstein und weitere Mitarbeiter von der aufgelösten Filmgesellschaft Kosmofilm zu Sfinks.
Auch nach der polnischen Unabhängigkeit 1919 bestand das Studio weiter.
Nach dem Tod von Aleksander Hertz 1928 führten Henryk Finkelstein und dessen Bruďer Michał Heerz das Studio weiter.
1939 wurde dieses nach dem deutschen Überfall auf Polen aufgelöst.

## Filme (Auswahl)
Es sind über dreißig Spielfilme von Sfinks bekannt, darunter die ersten acht Filme des späteren Stummfilmstars Pola Negri, die alle auch in Deutschland gezeigt wurden.
Stummfilme
- Meir Ezofowicz, 1911, Regie   Józef Ostoja-Sulnicki, Literaturverfilmung
- Przesądy, 1912, Regie  Józef Ostoja-Sulnicki
- Wykolejeni, 1913, Regie  Kazimierz Kamiński
- Niewolnica zmysłów (Sklavin der Sinne / Liebe und Leidenschaft), 1914, Regie Jan Pawłowski, erster Film mit Pola Negri
- Żona (Die Ehefrau), 1915, Regie Jan Pawłowski, mit Pola Negri
- Studenci (Studentenliebe), 1916, Regie Aleksander Hertz, mit Pola Negri
- Ochrana warszawska i jej tajemnice, 1916
- Carat i jego sługi, 1917
- Bestia (Die Bestie), 1917, Regie  Aleksander Hertz, mit Pola Negri
- Arabella, 1917, mit Pola Negri
- Pokój nr 13 (Wanda Barska), 1917, mit Pola Negri
- Tajemnica Alei Ujazdowskich  (Das Geheimnis des Hotel X), 1917, mit Pola Negri
- Jego ostatni czyn (Seine letzte Tat), 1917, mit Pola Negri

- Książę Józef Poniatowski, 1918, Regie Aleksander Hertz
- Tajemnica przystanku tramwajowego, 1922, Regie  Jan Kucharski
- Niewolnica miłości, 1923
- O czym się nie mówi, 1924,  Edward Puchalski
- Iwonka, 1925, Regie  Emil Chaberski
- Trędowata, 1926, Regie Edward Puchalski
- O czym się nie myśli, 1926, Regie Edward Puchalski
- Uśmiech losu, 1927, Regie Ryszard Ordyński
- Ziemia obiecana, 1927, Aleksander Hertz, Zbigniew Gniazdowski

Tonfilme
- Dzieje grzechu (Die Geschichte einer Sünde), 1933, Regie  Henryk Szaro
- Trędowata, 1936, Regie  Juliusz Gardan
- Piętro wyżej, 1937, Regie  Leon Trystan
- Ordynat Michorowski, 1937,
- Żona i nie żona, 1939, Regie  Stefan Kiedrzyński